# S2 (Berlijn)
De S2 is een lijn van de S-Bahn van Berlijn. De lijn verbindt Blankenfelde-Mahlow in de deelstaat Brandenburg met station Bernau in Bernau bei Berlin, eveneens in Brandenburg. De lijn loopt door Berlijn via onder andere de stations Südkreuz, Friedrichstraße, Gesundbrunnen en Pankow. De lijn telt 28 stations en heeft een lengte van 46,4 kilometer; de reistijd over de gehele lijn bedraagt 70 minuten. De lijn wordt uitgevoerd door de S-Bahn Berlin GmbH, een dochteronderneming van de Deutsche Bahn.
De spoorverbinding maakt van zuid tot noord gebruik van het traject van de Spoorlijn Berlijn - Dresden, de Noord-zuidtunnel en een deel van de Spoorlijn Berlijn - Szczecin.